# 雷姆兰莱皮特朗日
雷姆兰莱皮特朗日（法語：Rémering-lès-Puttelange，法語發音：[ʁemʁɛ̃ lɛ pytlɑ̃ʒ]，意为“皮特朗日附近的雷姆兰”；洛林法兰克语：Remringe）是法国摩泽尔省的一个市镇，位于该省中东部，属于萨尔格米讷区。

## 地理
雷姆兰莱皮特朗日（49°2'8"N, 6°56'22"E）面积9.24 平方千米，位于法国大東部大區摩泽尔省，该省份为法国东北部内陆省份，是洛林的一部分，西南接默尔特-摩泽尔省，东临下莱茵省，北与卢森堡和德国接壤。
与雷姆兰莱皮特朗日接壤的市镇（或旧市镇、城区）包括：格伦德维莱尔、伊尔斯普里什、奥尔万、皮特朗日欧拉克、里什兰、圣让罗尔巴克。

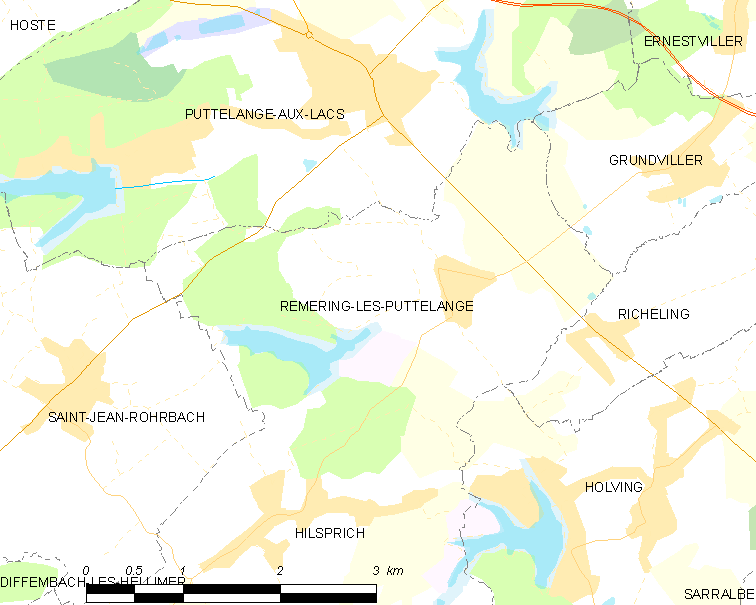
雷姆兰莱皮特朗日的OSM定位图

雷姆兰莱皮特朗日的时区为UTC+01:00、UTC+02:00（夏令时）。

## 行政
雷姆兰莱皮特朗日的邮政编码为57510，INSEE市镇编码为57571。

## 政治
雷姆兰莱皮特朗日所属的省级选区为萨拉尔布县。

## 人口

1962-2008年间雷姆兰莱皮特朗日人口变化图示

雷姆兰莱皮特朗日于2022年1月1日时的人口数量为1034人。